# Mila Opitz-Altherr
Emilie «Mila» Opitz-Altherr (* 2. Oktober 1903 in Trogen AR; † 7. Oktober 1989 in St. Gallen; heimatberechtigt in Schaffhausen) war eine Schweizer Unternehmerin.

## Leben
Opitz wurde in eine Familie mit drei Geschwistern geboren, davon starb eines bereits früh. Die Familie zog schliesslich von Trogen in die Stadt Schaffhausen, 1925 weiter nach St. Gallen. 1929 heiratete Opitz-Altherr den Kaufmann Friedrich Wilhelm Opitz. 1932 brachte sie ihre Tochter Silvia auf die Welt. Sie starb 1989 nach langer Krankheit.

## Karriere
Ab den 1940er-Jahren war Opitz unternehmerisch tätig und musste jeweils das Einverständnis ihres Ehemannes einholen. Ab Oktober 1942 war sie mit der Spezialkosmetikfirma «Milopa» (Mila Opitz-Altherr) sowie in der H. A. (Hans Albert) Opitz & Co aktiv. Erst später war sie auch als Geschäftsführerin und Verwaltungsrätin eingetragen. Trotzdem musste sie für viele Entscheide immer noch das Einverständnis des Ehemannes einholen. Mit ihrem Unternehmen setzte sie vor allem auf Direktvertrieb durch Frauen, die durch diese Arbeit ein eigenes Einkommen erwerben konnten. 1956 gab Opitz die Führung des Unternehmens an ihren Schwiegersohn und ihre Tochter ab. Das Unternehmen ist seit 1965 unter dem Markennamen «Mila d’Opiz» tätig.